# Lioporeus
Lioporeus là một chi bọ cánh cứng trong họ Dytiscidae.
Chi này được Guignot miêu tả khoa học năm 1950.

## Các loài
Các loài trong chi này gồm:
- Lioporeus pilatei (Fall, 1917)
- Lioporeus triangularis (Fall, 1917)